# Aeroportul Hassi R'Mel
Aeroportul Hassi R'Mel (IATA: HRM, ICAO: DAFH) este un aeroport din Hassi R'Mel, Districtul Hassi R'Mel, Provincia Laghouat, Algeria ce deservește zona Hassi R'Mel. A fost numit după zona deservită.
Situat la o altitudine de 774 m, aeroportul dispune de o singură pistă.